# Molly Barton
Pour les articles homonymes, voir Barton.
Molly Barton (née le 3 avril 1861 à Dundalk, et morte le 8 novembre 1949 à Bracknell) est une artiste Irlandaise,.

## Biographie
Molly Barton naît Mary Georgina Barton à Dundalk, dans le comté de Louth, le 3 avril 1861. Elle est la plus jeune des sept enfants de l'ingénieur en génie civil James Barton et de son épouse, Catherine Frances Barton (née Golding). La famille déménage à Farndreg House, à l'ouest de Dundalk en 1863, où Barton passe le reste de son enfance. La mère de Barton meurt alors qu'elle a deux ans. Son père se remarie avec Mary Hewson, en 1870, avec qui il a eu six enfants qui atteignent tous l'âge adulte. Elle fait ses études à Southsea et à Boulogne, se déplaçant à Londres en 1895 pour suivre des cours à l'École d'art de Westminster. Elle se rend ensuite à Rome en 1898, où elle enseigne et étudie l'art. À son retour en Irlande, elle commence à donner des cours d'art à des groupes de femmes dans des lieux à la campagne, enseignant dans cinq endroits différents en 1900.
En 1900, elle expose à la Royal Hibernian Academy et à la Belfast Art Society en 1902. Elle est membre du Women's International Art Club, et, brièvement de la Watercolour Society of Ireland. Barton tient une exposition conjointe avec Ina Clogstoun à la Fine Art Society en 1902, intitulée Irish life and scenery. Elle y expose de nouveau en 1905. En 1904, deux de ses tableaux, Autumn in Muckross et A cypress avenue sont inclus dans l'exposition d'art irlandais de Hugh Lane au Guildhall à Londres.
Elle rend visite à des membres de sa famille en Inde en 1905 avant d'aller visiter le Népal. En 1909, elle fait un long voyage à travers le Mexique. Ses peintures de ce voyage donnent lieu à une exposition à la Fine Art Society en 1909, intitulée Mexico: watercolours. Elle écrit aussi un article pour The Studio sur son expérience au Mexique en 1910, et produit en 1911 un livre illustré Impressions of Mexico. En 1914, elle voyage au Canada et, en 1929, elle visite le Portugal et la France. Pendant tout ce temps, elle expose ses œuvres à Liverpool, à Durban, à Leeds, à Venise, à Vienne et à Paris. Ses quatre dernières peintures sont montrées dans les années 1930 à la Royal Hibernian Academy.
Elle expose régulièrement à la Society of Women Artists et est nommée membre associée en 1909 et membre de plein droit en 1911. Parmi ses œuvres les plus célèbres sont Fountain in the cathedral patio, Seville et The road winds uphill all the way.
À la fin de sa vie, elle vit à Londres et à Bracknell, Berkshire. Elle y meurt le 8 novembre 1949.